# 田京恵
田京 恵（たきょう けい、1977年3月30日 - ）は、日本の元・女優。
神奈川県出身。身長：158cm、スリーサイズ：B85・W59・H86、血液型：B型。女優時代はエフ・エム・ジーに所属していた。
2016年春に2001年の『水戸黄門』での共演を機に知り合った俳優・山田純大と結婚。2016年12月19日、第1子女児を出産。

## 出演

### テレビドラマ
- おもいっきり探偵団（1987年11月22日、フジテレビ）
- あしたへジャンプ（1988年-1989年、NHK教育）
- 乱れ雲（1988年4月21日、日本テレビ）
- 五年目の夫（1988年5月21日、TBSテレビ）
- 超獣戦隊ライブマン 第24話（1988年8月6日）
- 教師びんびん物語II（1989年、フジテレビ）
- 家庭の問題（1989年、TBSテレビ）
- 魔法少女ちゅうかないぱねま!（1989年8月20日、フジテレビ）
- 教師びんびん物語スペシャル（1989年10月4日、フジテレビ）
- 翔ぶが如く（1990年、NHK総合） - 西郷やす 役
- 特警ウインスペクター（1990年7月29日、テレビ朝日）
- 復讐クラブ（1990年、関西テレビ）
- 月曜ドラマスペシャル「家庭欄記者・鍋嶋六郎」（1999年6月28日、TBSテレビ）
- 新・南部大吉交番日記（1999年、NHK）
- ああ嫁姑「鬼はどっちだ?!」（1999年、TBSテレビ）
- 大江戸を駈ける! 第8話「人質は花嫁・下谷」（2001年1月29日、TBSテレビ） - お由 役
- 水戸黄門（TBSテレビ）
  - 第29部第18話「渡る世間に鬼はなし・善光寺」（2001年7月30日） - お八重 役
  - 第30部第13話「黄門様は名鑑定士!・天橋立」（2002年4月8日） - お松 役
  - 第31部第6話「娘剣士の上意討ち・吉田」（2002年11月18日） - 中村由衣 役
  - 第32部第11話「紅花咲かせた豪傑女医・山形」（2003年10月27日） - およう 役
  - 第33部第16話「娘を守った幽霊騒動・出石」（2004年8月9日） - お滝 役
  - 第34部第7話「愛馬が教えた親孝行・遠野」（2005年2月21日） - お菊 役
  - 第39部第3話「いずれが正義?侍の魂・岡崎」（2008年10月27日） - 緒方早苗 役
- 土曜ワイド劇場「能登半島殺人事件」（2001年9月29日、テレビ朝日） - 木元さやか 役
- 女と愛とミステリー 西村京太郎サスペンス 脅迫者 平凡な下町主婦を襲う恐怖（2001年10月、テレビ東京） - 木ノ宮由香 役
- ウルトラQ dark fantasy　第6話 楽園行き（2004年5月11日、テレビ東京） - 巽喜代子 役
- スイーツドリーム（2006年、TBSテレビ）
- 新・細うで繁盛記2（2007年2月23日、フジテレビ）
- SP 警視庁警備部警護課第四係（2007年-2008年、フジテレビ）
- オー!マイ・ガール!! 第8話「死んでなかったパパ! 父になれない男の真意」（2008年12月2日、日本テレビ） - レポーター 役
- 小児救命（2008年、テレビ朝日）
- 遺留捜査 第3シリーズ 第3話（2013年5月1日、テレビ朝日） - 香水店店員 役
- 金曜プレステージ「検事・霞夕子5・幻の罪」（2013年12月13日、フジテレビ） - 仲居 役

### 映画
- 木村家の人びと（1988年）
- 白い手（1990年）
- 大怪獣東京に現わる（1998年）
- 四月物語（1998年）
- 雲が晴れた日（1999年）
- ロスト・イン・トランスレーション（2003年）
- ほたるの星（2004年）

### CM
- ハウス食品「できたてづくり」
- NTT西日本「フレッツ光」（関西エリア）
- アメリカンホーム保険会社「アメリカンホーム・ダイレクト」
- ペティグリー「ナチュラルファーム・家庭菜園篇」
- 社団法人日本医師会「小児救急医療」
- 花王「アタック・たっぷりの洗濯かご」
- ケイアイスター不動産
- ファミリーマート「安心・安全篇」
- スタッフジャパン「2006/2007イメージキャラクター」
- ミツカン「ポン酢・かおりの蔵」
- T-FAL「電気ケトル」
- イオン「Tシャツ」

### その他テレビ番組
- 六大陸まちかど紀行（NHK、取材年月日は不明、BSプレミアムにて不定期に放送）